# Homnabad
Homnabad (o Hominabad, Humnabad) è una città dell'India di 36.511 abitanti, situata nel distretto di Bidar, nello stato federato del Karnataka. In base al numero di abitanti la città rientra nella classe III (da 20.000 a 49.999 persone).

## Geografia fisica
La città è situata a 17° 46' 0 N e 77° 7' 60 E e ha un'altitudine di 637 m s.l.m..

## Società

### Evoluzione demografica
Al censimento del 2001 la popolazione di Homnabad assommava a 36.511 persone, delle quali 18.947 maschi e 17.564 femmine. I bambini di età inferiore o uguale ai sei anni assommavano a 5.687, dei quali 2.946 maschi e 2.741 femmine. Infine, coloro che erano in grado di saper almeno leggere e scrivere erano 23.260, dei quali 13.546 maschi e 9.714 femmine.